# Паратунка (село)
Парату́нка — село в Елизовском районе Камчатского края России, административный центр Паратунского сельского поселения. Курортный посёлок, знаменитый своими лечебными термальными водами. Население — 1657 чел.
В 12 км от села действует православный монастырь Всехсвятский скит.

## Географическое положение
Находится в верховьях реки Паратунки в 70 км юго-западнее Петропавловска-Камчатского, в месте пересечения автомобильной дороги, ведущей по направлению к г. Вилючинск, и реки Паратунка.

## Климат
Климат переходный от морского к континентальному. Лето прохладное (средняя температура в июле и августе +13-14°С), зима несколько холоднее, чем в Петропавловске-Камчатском (средняя температура января −9°С). Среднее число осадков — до 1120 мм в год. Благодаря тому, что село и курортная зона окружены со всех сторон сопками, среднегодовая скорость ветра здесь значительно ниже, чем в краевой столице.

## Преимущества
В числе главных преимуществ Паратунки — термальная горячая вода, идущая из недр земли. За счёт этого без ТЭЦ и других электростанций можно подавать горячую воду в дома без дополнительного подогрева, что значительно экономит средства администрации области. Также дополнительное преимущество, связанное с отсутствием ТЭЦ — это чистота воздуха.

## Население
| 1926  | 1948 | 2002  | 2010  | 2012  | 2013  | 2015  | 2016  | 2018  |
| ----- | ---- | ----- | ----- | ----- | ----- | ----- | ----- | ----- |
| 140   | ↗754 | ↗1669 | ↘1619 | ↗1631 | ↘1616 | ↗1674 | ↘1634 | ↗1641 |
| 2020  |      |       |       |       |       |       |       |       |
| ↗1657 |      |       |       |       |       |       |       |       |

## История
В 1703 году отряд казаков под начальством Родиона Преснецова вышел к Авачинской губе и затем к реке Паратунке.
Местные племена считали горячие источники жилищами злых духов и не посещали их. В 1805 году врач-натуралист Лангсдорф, участник экспедиции Крузенштерна, побывал на источниках и составил их описание.
В годы правления на Камчатке губернатора контр-адмирала В. С. Завойко (1850—1856 годы) Паратунские ключи оказались в зените славы. На них были созданы купальни-бассейны с раздевалками. Вблизи источника была построена деревянная церковь. В 1879 году ссыльный врач Б. И. Дыбовский внёс большой вклад в изучение источников с медицинской точки зрения. Их изучали и описывали экспедиции Ф. П. Рябушинского (руководитель В. Л. Комаров) (1908—1910), а также Заварицкого А. Н. с участием академика Пийпа Б. И.
Близ села в боях за установление Советской власти в 1922 году погиб командир партизанского отряда Г. М. Елизов, в честь которого назван город Елизово и одноимённый район.
Развитие источников связано с именем учителя П. Т. Новограбленова, который с 1920-х годов опубликовал труды по горячим ключам полуострова, а также следил за Паратунскими источниками.
После войны в 1950 году Центральный институт курортологии СССР снарядил комплексную экспедицию с целью курортологического использования источников.
В 1967 году в Паратунке запущена первая в мире работающая на фреоне небольшая геотермальная электростанция, остатки этой станции до сих пор сохранились близ посёлка Термальный.

## Инфраструктура
- Средняя школа
- Центр развития культуры и народного творчества

## Курорт
Паратунка — крупный бальнеологический курорт на основе Нижне-Паратунских источников, которые являются типичными слабоминерализованными азотными щелочными кремнистыми термами. По ионному составу — сульфатно-хлоридные натриево-кальциевые с температурой 42,5°С, щелочные (рН — 8,1). К главным действующим компонентам относятся кремниевая кислота (до 80 мг/л). Термальная (до 61°С) азотная минеральная вода и сульфидная иловая грязь озера Утиное. В связи с таким обилием лечебных грязей и термальной воды построено более 30 гостиниц, туристических баз отдыха и санаториев. Из-за уникальных свойств воды выпускается одноимённая термальная вода-спрей «Паратунка» (Paratunka).
Из Паратунки можно совершать пешие и автомобильные однодневные экскурсии к вулканам Вилючинскому, Горелому, Мутновскому.
Снежный покров сохраняется с ноября по июнь включительно, в связи с чем здесь есть все условия для лыжного спорта, хели-ски, снегоходного отдыха.
21 октября 1946 года приказом командующего Дальневосточным военным округом было начато строительство военного санатория «Паратунка» силами бойцов воинских подразделений. К 1949 году были возведены пять спальных одноэтажных корпусов на 50 коек, водолечебница, административное здание, поликлиника, столовая, пекарня. Все постройки были деревянными и имели печное отопление.

## Транспорт
Имеется рейсовое автобусное сообщение (микроавтобусы). Возможно и вертолётное сообщение.